# GT200
GT200은 소위 원격물질탐지기 (remote substance detector)로 일컬어지는 장비로, 그 성능의 진위여부가 논란의 대상이 되고 있다. 제조사인 영국의 글로벌 테크니컬 회사는 이 장비로 일정 거리내에서 마약과 폭발물을 비롯한 여러 성분을 탐지해낼 수 있다고 주장한다. GT200은 개당 2만2천 파운드 (약 3만6천 달러) 가량의 가격에 태국, 멕시코 및 필리핀을 비롯한 수개국에 팔렸으나 장비의 과학적 근거에 대한 아무런 증거가 없다는 비판을 받아왔다. 영국 정부는 2010년 GT200의 이라크 및 아프가니스탄 판매를 금지한 바 있다.